# همیلتون جردن
ویلیام هامیلتون مک اورتر جوردن (به انگلیسی: William Hamilton McWhorter Jordan) ‏(۱۹۴۴–۲۰۰۸) سیاستمدار آمریکایی. وی آخرین مقام رسمی آمریکاست که با محمدرضا شاه دیدار کرد.

## زندگی سیاسی
جوردن در سال ۱۹۴۴ متولد و در ۲۰۰۸ درگذشت. وی از طرفداران و مشاوران جیمی کارتر بود که پس از پیروزی وی در انتخابات ریاست جمهوری آمریکا به عنوان رئیس ستاد کاخ سفید منصوب شد و دیدارهای محرمانه بسیاری را با اشخاص گوناگون سیاسی انجام داد.

## کتاب بحران
یادداشت‌های روزانه وی که با کمک گرفتن از یادداشت‌های روزانه منشی اش الینور کانرز و همکاری عده‌ای چون سوزان کلاف نوشته شده با عنوان "Crisis" یا همان "بحران" چاپ و در سال ۱۳۶۲ در تهران توسط انتشارات هفته و با ترجمه محمود مشرقی منتشر شده است. کتاب وی را تتمیمی بر ناگفته‌های ویلیام سولیوان در کتاب مأموریت در ایران می‌دانند. کتاب بحران با اینکه خالی از اشکالات محتوایی و نقص برخی مطالب تاریخی و غرض ورزی مؤلف نیست ولی نکات مهمی را یاداوری می‌کند. از جمله وی در دیدار با شاه از تعجب و حیرت وی از تبدیل طرفدارانش که در خیابان‌ها به وی ابراز احساسات می‌کردند در عرض دو ماه به کسانی که علیه او شعار مرگ می‌دانند یاد می‌کند (بحران، ص۷۵ و ۷۶)

## زندگی شخصی
جوردن دارای همسری به نام دوروتی بود که پرستار بود. حاصل این ازدواج دو فرزند به نامهای کاتلین و آلکس بودند. فرزندان او کتاب خاطرات او به نام پسری از جرجیا را که پدرشان ۹۰ درصد آن را نوشته بود تکمیل کردند. در کتاب نوشته شده است که جوردن در دوران دانشگاه خود متوجه شد که اجداد او یهودی بودند و به دلیل یهودی ستیزی در جنوب ایالات متحده هویت یهودی خود را مخفی می‌کردند.